# Kampung Baru (Medan Maimun)
Kampung Baru is een bestuurslaag in het regentschap Medan van de provincie Noord-Sumatra, Indonesië. Kampung Baru telt 16.929 inwoners (volkstelling 2010).